# Rath (Nideggen)
Rath is een plaats in de Duitse gemeente Nideggen, deelstaat Noordrijn-Westfalen, en telt 767 inwoners (31 december 2020).
Het naar een Frankische nederzetting, waarvoor bos werd gerooid, genoemde dorp ligt circa twee kilometer ten noorden van de hoofdplaats Nideggen-stad. Rath kent enige toeristische faciliteiten. Nabij het dorp ligt een om haar fraaie uitzichten over spectaculaire rotsformaties befaamde wandelroute.